# Apanteles rufulus
Apanteles rufulus är en stekelart som beskrevs av Vladimir Ivanovich Tobias 1964. Apanteles rufulus ingår i släktet Apanteles och familjen bracksteklar. Inga underarter finns listade i Catalogue of Life.